# Nationaal park Karoo
Het Nationaal park Karoo in Zuid-Afrika ligt bij Beaufort-Wes, een dorp in West-Kaap naast de N1 van Kaapstad naar Gauteng. Het grootste deel van het park ligt in de provincie Noord-Kaap en maakt deel uit van de Karroo-woestijn. Het landschap is halfwoestijn; omdat men ver kan kijken zijn er vaak antilopenkuddes te zien.
|               |
| Een diictodon |

Naast de levende fauna staan in het park fossielen uit de tijd van het Perm die in de Karoo veel voorkomen centraal. Er is bijvoorbeeld een korte wandeling mogelijk waarbij men op een afstand van het ene fossiel naar het andere geleid wordt. De fossiele fauna is in zekere zin de directe voorganger van de nog levende omdat er vooral veel synapsida gevonden worden. Deze dieren waren de directe voorlopers van de zoogdieren en de voornaamste landdieren in de tijd vóór de dinosauriërs. Sommige ervan, zoals de Diictodon, vervulden een functie in de toenmalige natuur die overeenkomt met die van bepaalde huidige dieren, in het geval van de diictodon wordt wel de klipdas als vergelijkbare soort genoemd.
Ook op ander plaatsen in de uitgestrekte Karoo-woestijn kunnen fossielenliefhebbers terecht, zoals het paleo-oppervlak van Fraserburg en het museum van Graaff-Reinet, hoewel veel interessants naar Pretoria is versleept.